# Христо Парапитев
Христо Парапитев е български възрожденски свещеник и просветен деец.

## Биография
Роден е на остров Тасос в село Булгаро (днес Рахони) около 1798 година. Баща му е родом от Райково, но попада на Тасос след скандал с местната власт. В юношеските си години Христо заминава да работи в Кавала. След това учи в манастира „Света Богородица“ в Драмско. По-късно вероятно заминава за Света гора, където остава във Ватопедския манастир. Заминава за Македония и е ръкоположен за свещеник. След това се установява в Алами дере, днес Полковник Серафимово, където е свещеник около 6 - 8 години и участва в освещаването на тамошната църква „Въведение Богородично“. След Алами дере Христо заминава за Югово, където остава до края на живота си. След отварянето на църквата в Югово, поп Христо е първият свещеник и учител в килийното училище към нея.
Христо Парапитев е възрожденски свещеник и даскал, виден поборник, изхвърлил гръцкия език от богослужението и преподавал на български в училището, деец на екзархийското и на революционното движение.